# Пітер ван Шуппен
Пітер ван Шуппен (нід. Pieter van Schuppen; 1627-1702) — фламандський художник, гравер. Жив і працював в Парижі, де був відомий як П'єр Луї ван Шуппен (фр. Pierre Louis van Schuppen).

## Біографія
Пітер ван Шуппен народився і вивчав живопис в Антверпені. У 1651 році став майстром у місцевій гільдії Святого Луки. У 1655 році переїхав в Париж, де став учнем Робера Нантейля, головного гравера Франції того часу. У 1663 році його прийняли до Академії живопису і скульптури.
Пітер одружився з Елізабет де Месмакер. У пари було п'ятеро дітей. Їхній син Якоб ван Шуппен став видатним живописцем у Відні.
Пітер ван Шуппен залишив 119 грав'юр. Це, в основному, портрети відомих людей того часу, таких як кардинал Рінальдо д'Есте, кардинал Мазаріні і король Франції Людовик XIV. Він також зробив репродукції картин інших художників, наприклад є «Святий Себастьян» Антоніса ван Дейка.

## Галерея

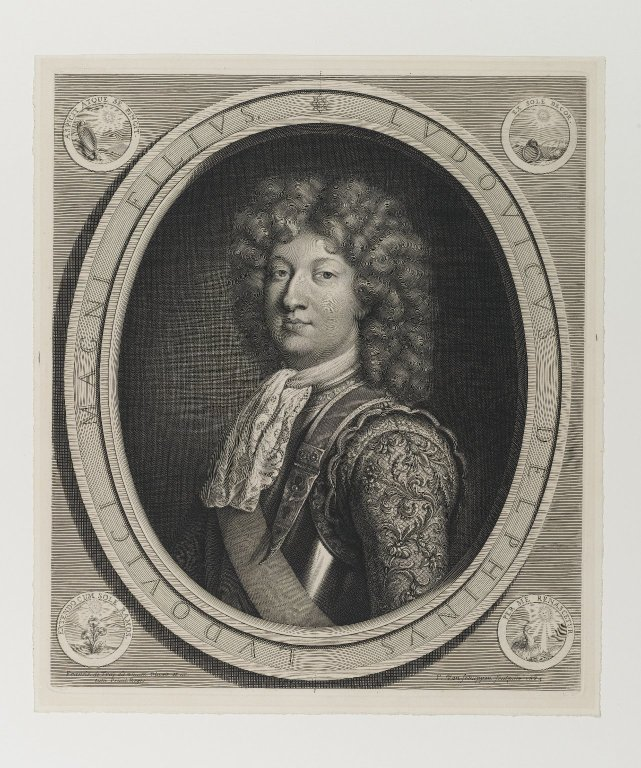
Дофін Людовик Фердинанд
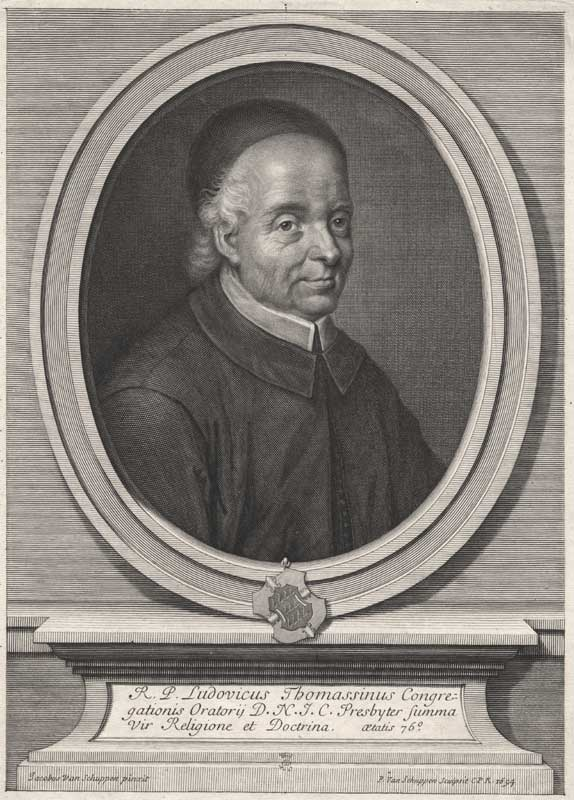
Луї Томассен
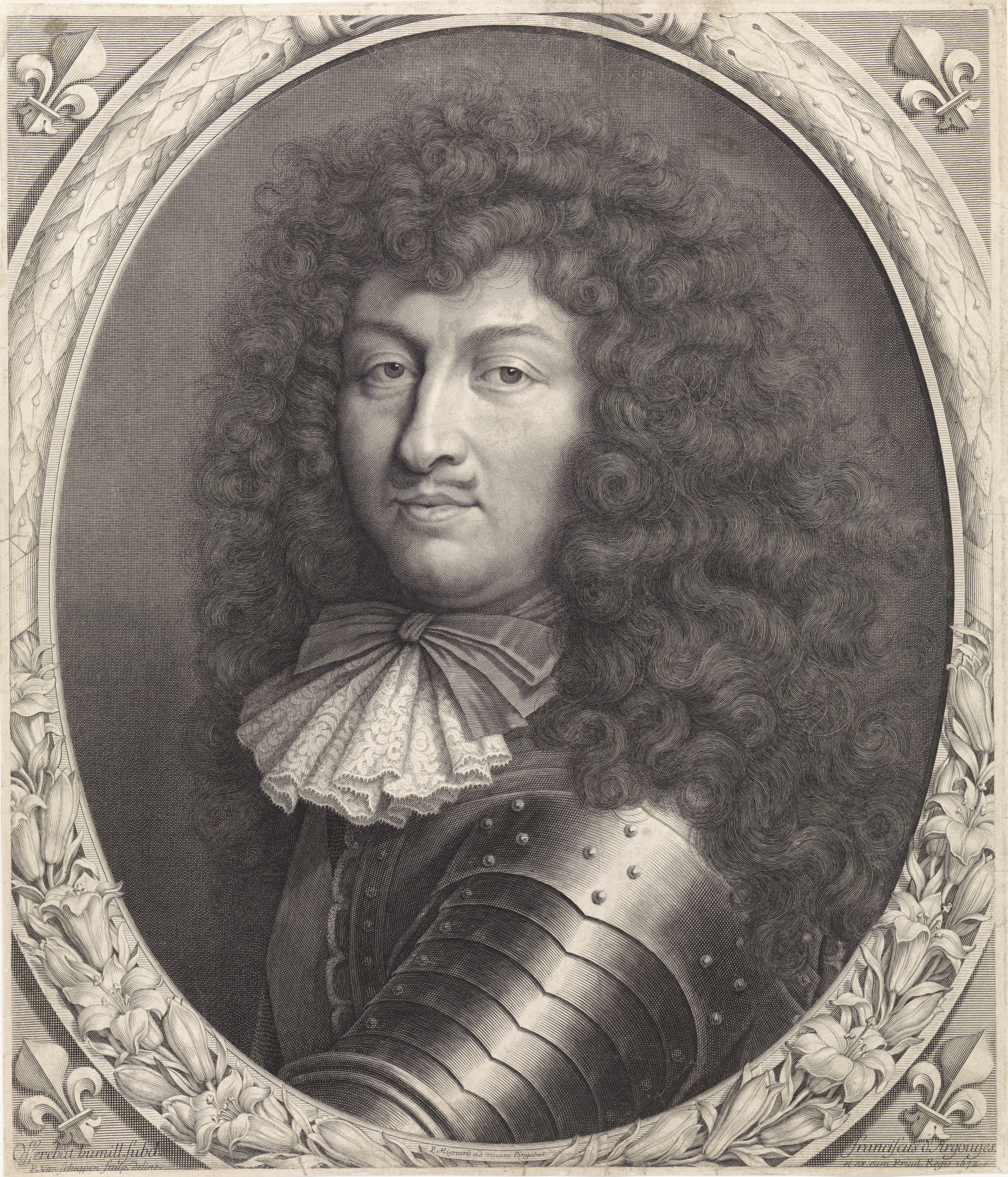
Король Людовік XIV
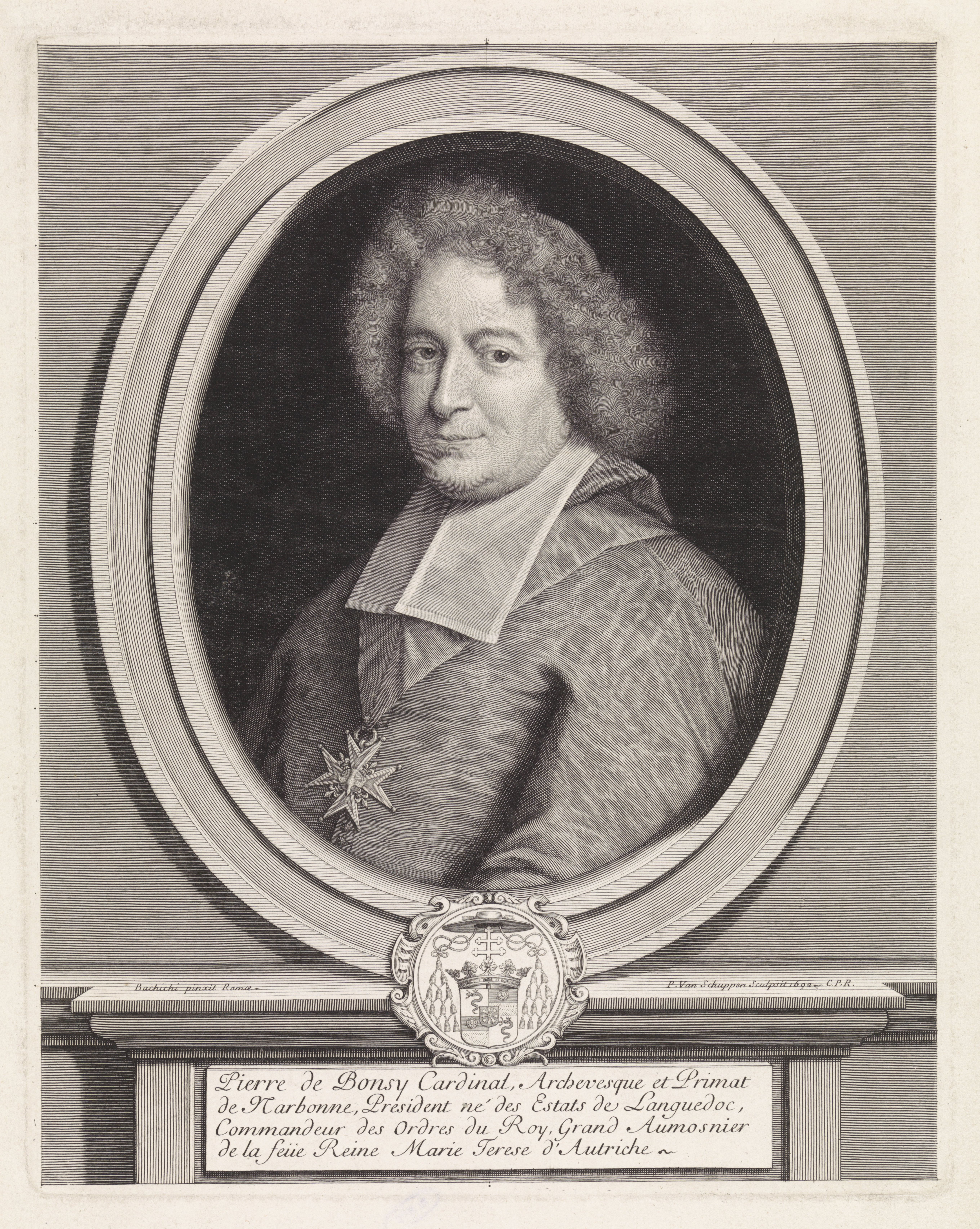
Прелат П'єр де Бонзі
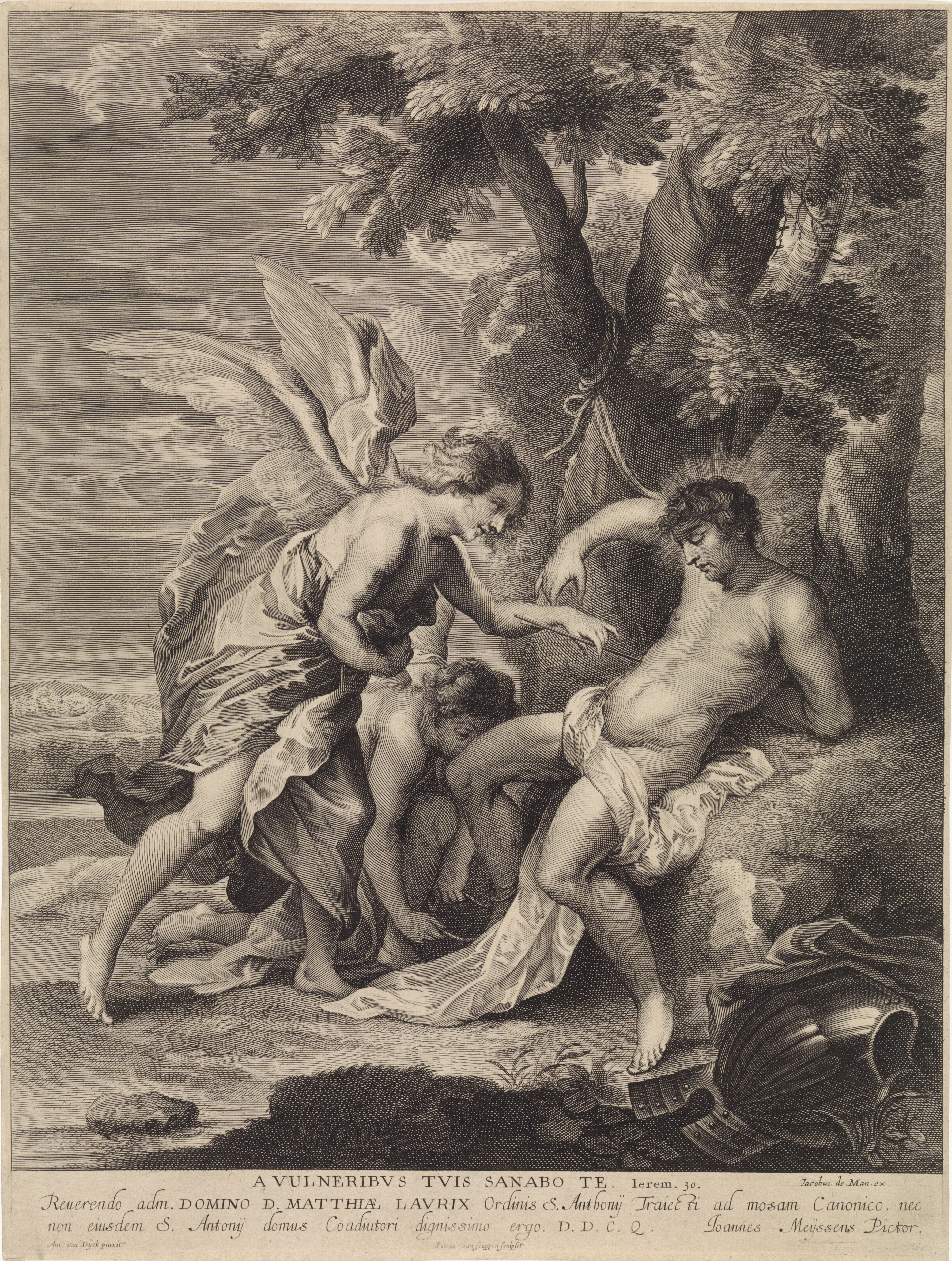
Святий Себастьян